# چاروق دوزمحله
امام دوست محله، روستایی از توابع بخش رودبنه شهرستان لاهیجان در استان گیلان ایران است.بقعه آقا سید محمد در این روستا واقع میباشد.از این رو نام این روستا بعد از انقلاب از چاروق دوز محله به امام دوست محله تغییر کرده است.از آداب و سنن مردم روستا مراسم علم بندی میباشد که هر ساله در روز سوم محرم منعقد میشود.

## جمعیت
این روستا در دهستان رودبنه قرار دارد و براساس سرشماری مرکز آمار ایران در سال ۱۳۸۵، جمعیت آن ۱۶۶ نفر (۵۷خانوار) بوده‌است.